# Obleganje Fort Watsona
Obleganje utrdbe Fort Watson je bil spopad med ameriško revolucionarno vojno v Južni Karolini, ki se je začel 15. aprila 1781 in trajal do 23. aprila 1781. Sile celinske armade pod poveljstvom Henryja Leeja III in milice Južne Karoline pod poveljstvom Francisa Mariona so oblegale utrdbo Fort Watson, utrjeno britansko postojanko, ki je bila del komunikacijske in oskrbovalne verige med Charlestonom v Južni Karolini in drugimi britanskimi postojankami v notranjosti.
Napadalci, ki niso imeli topništva, niso mogli prebiti utrjenih del in niso uspeli preprečiti garniziji oskrbe z vodo. Nato so zasnovali načrt za gradnjo stolpa, iz katerega bi lahko ostrostrelci streljali na obzidje utrdbe. Američani so 23. aprila ponovno napadli utrdbo Fort Watson, britanske sile pa zaradi streljanja z mušket iz stolpa niso mogle nadzorovati obzidja. Kmalu zatem so se predale.

## Ozadje
"Južna strategija" Velike Britanije za zmago v ameriški revolucionarni vojni se je po bitki pri sodišču Guilford marca 1781 v nekaterih pogledih zdela uspešna. General Lord Cornwallis je premagal generala Nathanaela Greena, vendar je njegova vojska imela premalo zalog in je utrpela znatne žrtve, zato se je odločil, da se premakne v Wilmington, Severna Karolina, da bi oskrbel in opremil svoje čete. Greene je sicer izgubil bitko, vendar je imel svojo vojsko še vedno nedotaknjeno. Potem, ko je nekaj časa sledil Cornwallisu, se je obrnil proti jugu in se odpravil na odpravo, da bi ponovno vzpostavil nadzor nad patriotskima Južno Karolino in Georgijo, kjer so bile britanske in lojalistične sile na tanko razporejene, manjše postojanke pa so bile tarča napadov večjih sil pod poveljstvom Greena ali katerega od drugih poveljnikov patriotske milice na tem območju.
Najprej je polkovniku Henryju "Lahki konj Harryju" Leeju ukazal, naj nadaljuje s sledenjem Cornwallisu, da bi bil njegov premik proti jugu prikrit. Ko je bil na poti v Južno Karolino, je Leeju ukazal, naj zapusti Cornwallisa in se namesto tega pridruži silam polkovniku milice Francisu Marionu v vzhodnem delu države. Lee in Marion sta se srečala 14. aprila in najprej ciljala na Fort Watson, majhno ograjeno utrdbo na vzhodni strani reke Santee.

## Obleganje
John Watson, poveljnik utrdbe, je odšel k Francisu Rawdonu-Hastingsu, 1. markizu Hastingsa v Camden, Južna Karolin in pustil poročnika Jamesa McKaya poveljniku 120 mož. Ko sta se Marion in Lee 16. aprila prvič približala utrdbi, sta želela prekiniti oskrbo utrdbe z vodo, saj v bližini utrdbe ni bilo primernega kritja za napad ali ostrostrelstvo. Čeprav sta utrdbi uspešno preprečila dostop do bližnjega jezera, je garnizija izkopala vodnjak in s tem preprečila ta načrt.
Eden od Marionovih podrejenih, major Hezikiah Maham, se je nato domislil ideje o gradnji hlodovine iz zelenega bora z dovolj visoko in debelo leseno konstrukcijo, da bi zaščiteni ostrostrelci v gnezdu na vrhu lahko streljali v utrdbo. Po več dneh priprav zunaj lokacije je bil približno 9 metrov visok stolp postavljen v dosegu streljanja in postavljen v noči 22. aprila. Naslednji dan so Američani napadli, strelci pa so streljali v trdnjavo in branilce prisilili z obzidja. Hkrati sta napadli dve skupini, ki sta se uprli in ju uspešno preplezali, kar je kmalu zatem prisililo garnizon k predaji.

## Posledice
Zmaga je pretrgala en člen v verigi komunikacij in oskrbovalnih postojank med Charlestonom in Camdenom. Lee in Marion sta nato zasledovala Watsona, ki mu je Rawdon dal 500 mož in nalogo, da zasleduje Marion, vsaj dokler ni postalo znano, da se je Lee pridružil Marionu, s čimer je obrnil situacijo. Ker je bil Greeneov cilj Camden, je želel preprečiti Watsonu, da bi se ponovno pridružil Rawdonu, preden bi prispel tja. Pri tem sta bila Lee in Marion uspešna; Rawdon, zaskrbljen zaradi svoje oskrbovalne linije, se je bil bitko z Greeneom pri Hobkirk's Hillu severno od Camdena brez pomoči Watsonovih mož. Rawdon se je, čeprav je zmagal na bojišču, kasneje umaknil v Charleston.

## Zapuščina
Izjemen uspeh "Mahamovega stolpa" je privedel do tega, da je bil uporabljen v številnih nadaljnjih akcijah, predvsem pri obleganju utrdbe Ninety-Six naslednji mesec. Lokacija utrdbe, kjer je tudi mesto indijanskega pokopališča plemena Santee, je zgodovinsko območje, ki je leta 1969 vpisano v "Nacionalni register zgodovinskih krajev" kot "Indijanski nasip Santee in utrdba Watson" v okrožju Clarendon v Južni Karolini.<ref name="nris">»National Register Information System«. National Register of Historic Places. National Park Service. 9. julij 2010.<ref>